# 石井陽介
石井 陽介（いしい ようすけ、1979年〈昭和54年〉7月24日 - ）は、日本の起業家・経営者。株式会社あつまる 代表取締役社長。同社はGPTW Japan主催『日本における「働きがいのある会社」』ランキング 小規模部門で4年連続1位を獲得。

## 経歴
福岡県久留米市生まれ。
久留米高校卒業後は進学せずフリーターとして過ごす。2005年にWeb制作会社を設立。売上第一とした経営方針に社員からの反発があり、2010年に代表を辞任。同年に分社化して株式会社あつまるを設立。その後稲盛和夫が主宰する盛和塾に入塾し、経営哲学を学ぶ  。
2013年
- 福岡大学 経済学部 非常勤講師 就任[1][2]

2014年
- 盛和塾 世話人 就任[2][9]

2016年
- 7月　盛和塾第24回世界大会出場 敢闘賞 受賞[10][11][注釈 1]

2018年
- 東京大学訪問勉強会 顧問 就任[2][12]

2019年
- 7月　EO福岡（現：EO Kyushu）会長 就任[13][注釈 2]

## 人物
- 長期間フリーターでの生活が続き、25歳の時に「いよいよヤバいな」と考え、特に就職したい会社がなかったため起業したと語る[8]。
- 最初に起業した会社では「とにかく拡大すること」経営者を全面に押し出しで売上第一主義になっていたと語る[7]。
- 45名程の規模まで成長させたが、振り返ると誰もついてこなかったと語る[1]。
- 辞任の経験から経営をきちんと学ぶ必要があると考え、その後稲盛和夫の著書「生き方(ISBN:978-4763195432)」に感銘を受けて稲盛塾の門を叩く[1]。
- これまでの売上第一主義から社員第一主義に考え方を変えた[1][14]。

### 株式会社あつまるでの取り組み
- 経営理念として「全従業員の物心両面の幸福の追求」を掲げ、従業員との信頼関係を経営の中核に位置づける[15]。
- 採用では実務スキルや学歴よりも「人間性」や「道徳観」を重視している。[1][7]
- 新卒社員に対しては、配属前に数か月の初期教育期間を設け、理念教育を重視したプログラムを導入[16]。
- 経営者を志す人には「とにかく行動すること、挑戦すること、一歩踏み出すことが大事」と語る[15]。